# Jakub Arak
Jakub Arak (Varsavia, 2 aprile 1995) è un calciatore polacco, attaccante del Polonia Bytom.

## Caratteristiche tecniche
È un centravanti.

## Carriera
Ha giocato nella prima divisione polacca.

## Palmarès

### Club

#### Competizioni nazionali
- Coppa di Polonia: 3

Lechia Danzica: 2018-2019
Raków Częstochowa: 2020-2021, 2021-2022
- Supercoppa di Polonia: 2

Lechia Danzica: 2019
Raków Częstochowa: 2021